# محال ثلاث
محال ثلاث نام ولایتی در غرب مازندران بود. نخستین بار ناحیتی با نام محال ثلاث در زمان صفویه شکل گرفت که به محال ثلاث نور نیز شهرت داشت. این محال ثلاث شامل نواحی نور و کجور و کلارستاق می‌شد که شامل شهرستان نور و شهرستان نوشهر و شهرستان چالوس و شهرستان کلاردشت می‌شد و مرکز آن شهر یوش بود. دومین بار ناحیتی به نام محال ثلاث در دوران قاجار در مازندران شکل گرفت. این محال ثلاث شامل نواحی کجور، کلارستاق و تنکابن می‌شد که امروز شهرستان نوشهر، شهرستان چالوس، شهرستان کلاردشت، شهرستان عباس‌آباد، شهرستان تنکابن و شهرستان رامسر می‌شد و مرکز آن شهر خرم‌آباد بود که تحت اداره خاندان خلعتبری بود. در اواخر عصر قاجار افرادی چون کلنل بصیر دیوان و سرهنگ فضل‌الله پهلوی هر دو از منطقهٔ سوادکوه به حاکمیت محال ثلاث تنکابن رسیدند. منطقه محال ثلاث با خاک رویان و رستمدار در طبرستان مطابقت داشت که در گذشته به بخش غربی طبرستان گفته می‌شد.

## وجه تسمیه
عنوان محال‌ثلاث تحت تاثیر زبان عربی زمان ایران صفوی به این ولایت داده شده‌است. در فارسی به معنی سه‌محله یا محلات سه‌گانه می‌باشد.

## تاریخچه

### دوران باستان
استان مازندران پیش از اسلام تپورستان (به پهلوی: ) نامیده می‌شد که برگرفته از نام قوم تپوری (به یونانی: Τάπυροι) می‌باشد که پس از اسلام قوم طبری نام گرفتند و سرزمینشان طبرستان نامیده شد. تپورستان در اصل ناحیه‌ای در غرب مازندران و شرق گیلان بود و این ناحیه به کل مازندران اطلاق می‌شد.
به گفته واسیلی بارتلد تپوری‌ها در قسمت جنوب شرقی ولایت سکونت داشتند و در قید اطاعت هخامنشیان درآمده بودند و آماردها مغلوب اسکندر مقدونی و بعد مغلوب اشکانیان شدند و اشکانیان در قرن دوم ق. م آنها را در حوالی ری سکونت دادند و اراضی سابق آماردها به تصرف تپوری‌ها درآمد و بطلمیوس در شرح دیلم یعنی قسمت شرقی گیلان در ساحل بحر خزر فقط از تپوری‌ها نام می‌برد. به گفته مجتبی مینوی قوم آمارد و قوم تپوری در سرزمین مازندران می‌زیستند و تپوری‌ها در ناحیه کوهستانی مازندران و آماردها در ناحیه جلگه‌ای مازندران سکونت داشتند. در سال ۱۷۶ ق. م فرهاد اول اشکانی قوم آمارد را به ناحیه خوار کوچاند و تپوری‌ها تمام ناحیه مازندران را فرو گرفتند و تمام ولایت به اسم ایشان تپورستان نامیده شد.
شهرهای آمل، چالوس، کلار، سعیدآباد و رویان جزئی از سرزمین قوم تپوری بودند. در دوران باستان نام رویان به عنوان منطقه ای تحت حاکمیت گشنسب شاه طبرستان در نامه تنسر به گشنسب آمده‌است.

### رویان
منطقه ای که به عنوان محال ثلاث در دوران صفویه و قاجار شناخته می‌شد در روزگار پیشین با نام رویان و رستمدار شناخته می‌شد. ابن فقیه همدانی می‌نویسد: رویان از کوره‌های طبرستان است و از شهرهای رویان: چالوس، لارز، شرز و بذشوارجر است.در کتاب حدود العالم من المشرق الی المغرب که به سال ۳۷۲ قمری تألیف شده‌است چنین آمده که قسمتی از طبرستان سلطانی جداگانه به نام «استندار» داشت و شهرهای ناتل و چالوس و روذان(= رویان) و کلار جزء این قسمت بود. عبدالمومن که کتاب مراسد الاطلاع خود را در سال ۷۰۰ قمری می‌نوشت پس از ضبط اعراب کلمه می‌نویسد این نام بر شهر و کوره وسیعی از خاک طبرستان اطلاق می‌شود. این شهر بزرگترین شهر کوهستانی طبرستان است و حدود خاک آن به کوه‌های ری می‌رسد.

### رستمدار
سابقاً طبرستان شامل گرگان، استرآباد، مازندران و رستمدار می‌شد یعنی سرتاسر ناحیه‌ای که بین دینار جاری در مشرق و ملاط لنگرود (واقع در گیلان) در مغرب بود را شامل می‌گشت. سرحدات قدیمی رستمدار عبارت بود از: سیسنگان یا رودخانه مانهیر در مشرق و ملاط لنگرود در مغرب. مدتی بعد این سرحدات تغییر شکل یافتند و می‌توان گفت که رستمدار ناحیه‌ای را که از آمل تا گیلان ادامه می‌یافت شامل می‌شد. رویان نام اراضی مسطح بود ولی همچنین به سرتاسر رستمدار نیز اطلاق می‌گشت.

### پیشینه
در اواخر قرن پنجم باوندیان طبرستان به سرزمین دیلم دست یافتند. رستم شاه غازی حاکم باوندی طبرستان به دلایل مذهبی در دشمنی سخت با اسماعیلیان الموت بود. چنان‌که گفته‌اند تنها در یک روز دستور داد تا ۱۸۰۰۰ اسماعیلی را در سلسله کوه رودبار گردن زدند و از سرهایشان مناره ساختند. اسماعیلیان به انتقام این کشتار گردبازو، پسر و ولیعهد شاه غازی، را در حمام دربار سنجر غافلگیر کردند و کشتند. پس از کشته شدن گردبازو، شاه غازی هرگز از جنگ با ملاحده (اسماعیلیان الموت) دست نکشید و داماد خود کیا بزرگ امید را معارض آنان گردانید. پس از فوت کیا بزرگ امید، رستم شاه غازی حاکم باوندی طبرستان، در سال ۵۳۲ قمری حکومت دیلم را به استندار کیکاووس پسر استندار هزار اسپ یکم حاکم رستمدار سپرد. استندار کیکاووس به مدت سه سال حاکم دیلم بود و سیاست شاه غازی را علیه اسماعیلیان الموت دنبال می‌کرد. استندار کیکاووس در سال ۵۳۵ قمری از جانب رستم شاه غازی به حکومت رستمدار رسید، بنابراین وی فردی به نام اسپهبد مجدالدین دارا را به عنوان نائب خود والی دیلم نمود. پس از استندار کیکاووس، اردشیر باوندی پادشاه طبرستان استندار هزاراسپ دوم را به عنوان حاکم رستمدار و دیلم انتخاب نمود. هزاراسپ دوم بین سال‌های ۵۷۲ تا ۵۸۶ قمری حاکم رستمدار و دیلم بود ولی به علت صلح و مسامحه هزار اسپ با اسماعیلیان الموت، ملک اردشیر باوندی پادشاه طبرستان حکومت را از دست هزاراسپ خارج نمود و شخصی به نام الداعی الحق ابوالرضا ابن الهادی را والی دیلم نمود. استندار هزاراسپ دوم از عمل ملک اردشیر خشمگین شد و به دیلمان تاخت و والی دیلم ابوالرضا ابن الهادی را به قتل رساند و ملک اردشیرباوندی پس از این حادثه بار دیگر به دیلمان لشکر کشید و لشکر استندار هزاراسپ دوم را شکست داد و شخصی به نام هژبرالدین خورشید را به فرمانروایی رستمدار و دیلمان گماشت. پس از مرگ هژبرالدین خورشید، ملک اردشیر باوندی یکی از نوادگان استندار کیکاووس به نام استندار زرینکمر دوم را به فرمانروایی رستمدار و دیلم انتخاب نمود. استندار زرین‌کمر دوم بین سال‌های ۵۸۶ تا ۶۱۰ قمری در رستمدار و دیلم به حکومت پرداخت. در سال ۶۱۰ قمری استندار بیستون یکم به حکومت رستمدار و دیلم رسید. در این دوره حکومت باوندیان طبرستان که استنداران از آنها تبعیت می‌کردند به دست خوارزمشاهیان منقرض شد. اهل گیلان که متوجه این موضوع شدند، برای استقلال علیه استنداران شوریدند ولی استندار بیستون گیلانیان را شکست داد. استندار بیستون همواره مسلح بود و حتی در جشن‌ها لباس رزم به تن می‌پوشید. استندار بیستون برای مدتی پایتخت و محل اقامت خود را به کوهستان‌های لاهیجان منتقل کرده‌بود. استندار بیستون بین سال‌های ۶۱۰ تا ۶۱۵ قمری به حکومت رستمدار و دیلم و گیلان پرداخت. پس از وی استندار ناماور دوم بین سال‌های ۶۱۵ تا ۶۴۰ قمری به حکومت رستمدار و دیلم و گیلان رسید. در ابتدای حکومت اسماعیلیان علیه او اقدام نمودند و سرزمین دیلم را تحت کنترل خود گرفتند و استندار ناماور دوم با کمک محمد خوارزمشاه لشکری را تهیه نمود و سزمین دیلم را از نو فتح نمود. پس از وی استندار اردشیر دوم بین سال‌های ۶۴۰ تا ۶۴۳ قمری به حکومت رستمدار و دیلم و گیلان رسید. در این دوره اردشیر دوم باوندی شاخه سوم حکومت باوندی را در طبرستان تأسیس نمود و دو اردشیر با یکدیگر متحد شدند و امور طبرستان را نظم دادند. در سال ۶۴۳ قمری استندار شهراگیم به حکومت رستمدار و دیلم و گیلان رسید. پس از به قدرت رسیدن شهراگیم اهل گیلان علیه وی شورش کردند و در سال ۶۵۰ قمری اهل گیلان سرزمین دیلم و تنکابن را از سیطره استنداران طبرستان خارج نمودند و نمکابرود را مرز مشترک دو ولایت تعیین نمودند بنابراین دیلم در سال ۶۵۰ قمری از طبرستان خارج شد و به گیلان الحاق گردید. در سال ۷۱۷ قمری استندار شهریار چهارم به حکومت رستمدار رسید و در پی تازش به دیلم و شرق گیلان به بخش خاوری گیلان دست بافت. استندار شهریار چهارم تا سال ۷۲۵ قمری بر رستمدار و دیلم و بخش خاوری گیلان حکومت نمود. او بر خلاف استنداران، دارای استقلال نظامی بوده و از ایلخانان معاصر حساب نمی‌برد و دائماً در حال لشکرکشی و جمع اموال و خزائن بود. شهریار بیشتر اوقات بجانب گیلان و دیلمان لشکر می‌فرستاد و سه نوبت با اشکور و اشکوریان جنگ کرد و ولایت دیلم را بتصرف خود درآورد. درسال ۸۳۰ میان ملک کیومرث رستمدار حاکم رویان (کلارستاق، کجور و نور) با حکام کیایی گیلان دشمنی سخت پدید آمد و در نهایت ملک کیومرث رستمدار با حمایت اهالی کجور و کلارستاق در سال ۸۳۱ قمری به سرزمین کیاییان گیلان حمله نموده و منطقهٔ تنکابن را فتح نمود و عمارت خاصه سید داوود کارکیا را آتش زده و برخی از حامیان کیاییان را به قتل رساند کیاییان ناحیه تنکابن را به او واگذار نمودند ملک کیومرث بین سال‌های ۸۰۷ تا ۸۵۷ قمری بر رویان حکومت راند و مرزهای حکومت ملک کیومرث از شرق تا لاریجان آمل و از غرب تا تنکابن و از جنوب تا طالقان امتداد می‌یافت. سلسله پادوسبانیان در سال ۱۰۰۶ هجری قمری توسط شاه‌عباس صفوی نابود شد و صفویان محال ثلاث نور را که شامل ولایات نور و کجور و کلارستاق می‌شد را در غرب مازندران شکل دادند.
به گفته ابن فقیه همدانی منطقه پدشخوارگر از رویان و در غرب مازندران می‌باشد، با منطقه محال ثلاث تشکیل شده هم‌خوانی دارد.

## شکل‌گیری محال ثلاث

### محال ثلاث نور (محال ثلاث نور، کجور و کلارستاق)
محال ثلاث نور منطقه ای در غرب مازندران متشکل از سه منطقهٔ نور، کجور و کلارستاق (چالوس، مرزن آباد و کلاردشت) بوده که پس از انقراض سلسلهٔ پادوسبان در منطقهٔ رویان و رستمدار شکل گرفت که از آن به عنوان ولایت نور یا محال ثلاث نور یاد می‌شده‌است. در عصر صفوی منطقه کلارستاق و کجور از توابع نور به حساب می‌آمدند و این مسئله تا اواخر عصر صفوی پایدار ماند. در این دوره حکامی از منطقه یوش نور همچون عباسعلی بیک ویلک یوشی نوری بر محال ثلاث نور، کجور و کلارستاق حاکم بودند. در دوران سلطان حسین صفوی، کیا نعیم بیک میار از خاندان کلارستاق که از نوادگان ملک کیومرث رستمدار بود حکمران محال کجور، کلارستاق، کلاردشت و مضافات گردید و پس از او برادرش کیا عباس میار کلارستاقی حاکم ولایت نور گشت. در عصر زندیه محمد خان دادوئی از خاندان سوادکوه حاکم مازندران و محال ثلاث نور، کجور و کلارستاق گشت.

### محال ثلاث تنکابن، کلارستاق و کجور
سرزمین تنکابن در سال ۶۵۰ قمری از طبرستان جدا گردید و به گیلان الحاق گردید و رودخانه نمکاب‌رود به عنوان مرز دو ولایت طبرستان و گیلان تعیین گردید. در سال ۱۱۶۰ شمسی (۱۱۹۵ قمری) ولایت تنکابن به مازندران الحاق گردید. در دوران قاجار پس از الحاق دوبارهٔ تنکابن به مازندران توسط مهدی خان خلابر (خلعت بر) در عصر قاجار منطقه کجور و کلارستاق از ولایت نور به تنکابن الحاق گشتند و اینگونه محال ثلاث تنکابن شکل گرفت که مرکزیت آن با شهر خرم‌آباد بود که حاکمیت آن معمولاً با خاندان خلابر تنکابن بود ولی در دورانی نیز نصرالله خان نوری و عباس قلی خان نوری و اقتدار الممالک کجوری هر سه از منطقه کجور و عبدالعلی خان فقیه از منطقهٔ کلارستاق به حاکمیت محال ثلاث تنکابن رسیدند و در اواخر عصر قاجار افرادی چون کلنل بصیر دیوان و سرهنگ فضل‌الله پهلوی هر دو از منطقهٔ سوادکوه به حاکمیت محال ثلاث تنکابن رسیدند. در دوران قاجار و اوایل پهلوی اشخاصی چون محمود میار و آقا خان میار و اسدالله میار (پسر مرتضی قلی بیک میار) و آقا بزرگ میار و علی خان میار (پسر اسدالله خان میار) و عزیزالله خان میار (پسر زمان خان میار) و محمد امین میار (پسر میرزا عبدالله خان میار) و همچنین میرزا محمد خان فقیه و عبدالعلی خان فقیه با عنوان نائب الحکمهٔ کلارستاق به حاکمیت کلارستاق رسیدند. الحاق کلارستاق و کجور به تنکابن جنگ‌های صد ساله بین خاندان‌های کلارستاق و کجور با خاندان خلابر تنکابن را در پی داشت.
سرزمین محال ثلالث از شرق به سولده شهرستان نور و از غرب به رودخانه سرخانی مرز بین مازندران و گیلان محدود بود.

### نبرد تنکابن و کلارستاق
جعفر قلی خان خلابر تنکابنی با ورود به منطقهٔ کلارستاق بنای ناسازگاری و تکالیف شاق بر آنها داشت. این واقعه موجب اعتراض مردم کلارستاق گردید که در راس آن آقا خان میار کلارستاقی قرار داشت. در این میار آقاخان میار توانست با حمایت اهالی کلارستاق و کجور مقر جعفر قلی خان خلعتبری را مورد حمله قرار داده و موفق شد او را شکست دهد. و جعفر قلی خان تنکابنی پس از این شکست به خرم‌آباد مرکز تنکابن فرار نمود و در نهایت فتحعلی شاه قاجار فرمان حکومت کلارستاق به نام آقا بزرگ میار کلارستاقی زد.

### فتح تنکابن توسط مجاهدان مازندران (کلارستاق و کجور)
پس از مشروطه ناراضیت مردم منطقه کلارستاق و کجور نسبت به خلابران تنکابن شدت یافت و در سال ۱۳۳۳ قمری عده ای از ناراضیان محلی کجور و کلارستاق که در راس آن علی دیوسالار کجوری (سالار فاتح) قرار داشت برای شکایت از حکومت علی قلی خان امیر اسعد خلعتبری (حاکم تنکابن) به تهران نزد سپهسالار تنکابنی نخست‌وزیر وقت شکایت می‌کنند ولی از آنجا که حاکم تنکابن خود توسط سپهسالار تنکابنی انتخاب شده بود این نارضیان به نتیجه ای نمی‌رسند بنابراین خود به محال ثلاث مراجعت کردند تا امیر اسعد خلعتبری را خود اخراج کنند؛ بنابراین علی دیوسالار کجوری ابتدا قصد تصرف اموال محمد ولی خان تنکابنی (سپهسالار تنکابنی) را در مناطق کجور و کلارستاق را نمود در این هنگام محمد ولی خان تنکابنی نیروهای خواجوند را علیه علی دیوسالار کجوری تحریک نمود اما علی دیوسالار کجوری توانست در منطقه لیتنگان نوشهر نیروهای خواجوند را شکست دهد.
در همین راستا علی دیوسالار کجوری (سالار فاتح) در صدد تصرف تنکابن برآمد در این میان نیروهای کجور و کلارستاق به فرماندهی علی دیوسالار کجوری توانست نیروهای تنکابن را که فرماندهی آن‌ها را اکرم الممالک خلعتبری پسر امیر اسعد خلعتبری برعهده داشت را شکست دهند و خرم‌آباد مرکز تنکابن به اشغال نیروهای کجور و کلارستاق درآمد. امیر اسعد خلعتبری حاکم تنکابن پس از اینکه از علی دیوسالار کجوری شکست خورد به سوی رودبار الموت فرار نمود.

## محال ثلاث در تقسیمات کشوری

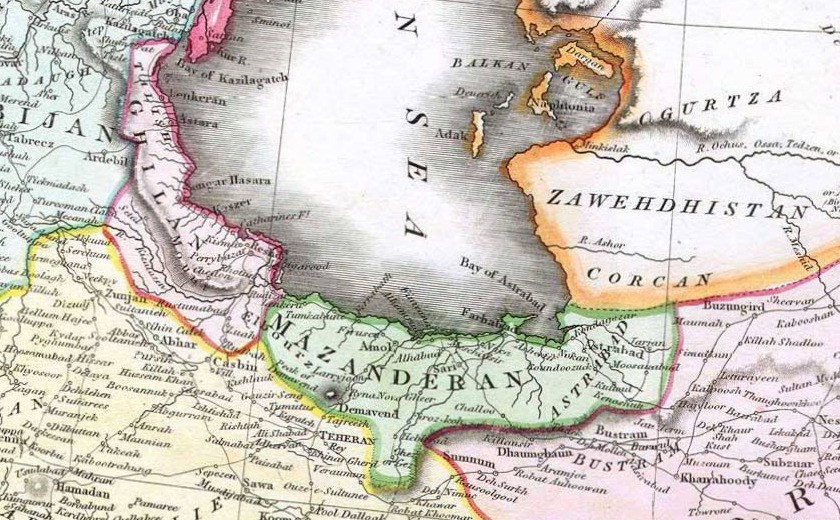
نقشه قدیم مازندران ۱۸۱۴ میلادی که محال ثلاث بخشی از آن بود

محال ثلاث در تقسیمات کشوری بخشی از استان مازندران محسوب می‌شد. مازندران پیش از قانون تشکیل مجلس و تصویب قانون ایالات و ولایات ۱۲۸۶ کشور به‌صورت ایالتی و ولایتی اداره و به دوازده ولایت اصلی تقسیم می‌شد. براساس این قانون مازندران یکی از دوازده ولایت محسوب می‌شد و شهرهای عمده آن شامل آمل، استارآباد، اشرف، بارفروش، ساری، فرح‌آباد، تنکابن، کلارستاق، نور، سوادکوه و کجور بود.
صفی خان در سال ۱۲۸۶ مازندران را در ردیف یکی از ولایات دوازده‌گانه و ساری، فرح‌آباد، اشرف، بارفروش، آمل از مهمترین شهرها و تنکابن، سخت سر، کلارستاق، کجور، نور، لاریجان، هزارجریب، سوادکوه و فیروزکوه از مهمترین توابع و محال مازندرانی ذکر کرده‌است.
کیهان در سال ۱۳۱۱ کشور را به بیست و هفت قسمت تقسیم کرده‌است. در این تقسیم‌بندی مازندران در قسمت ششم جای گرفته و از حیث تقسیمات حکومتی از ده قسمت به نام‌های زیر تشکیل شده‌است:
1. ساری و اشرف و علی‌آباد: شامل کلیجان‌رستاق، انده‌رود، میانده‌رود، شهرخواست، اسفیرود شوراب، گیل‌خواران، فوکنده‌کا، بیشه‌سر، کلباد، رودپی، مذکوره، قره‌طغان، پنج‌هزاره و علی‌آباد.
2. بارفروش (بابل): شامل پازوار و مشهدسر، بانصرکلا، بیشه، مشهدگنج‌افروز، سامی‌کلوم، لاله‌آباد، جلال‌ارزک، رودبست، بندپی، بابلکنار، بالاتجن، تالارپی و کیاکلا.
3. هزارجریب: به دو ناحیهٔ چهاردانگه و دو دانگه، شامل بلوکات مهم چهاردانگه شامل کیاسر، چالو، دردیمه، درکا سفید و پشت کوه و بلوکات مهم دودانگه شامل سیدآباد، میاندرود و علی‌آباد.
4. سوادکوه: از دو قسمت به نام‌های راستوپی و ولوپی تشکیل شده‌است. بلوکات مهم راستوپی شامل سرخه‌رباط، پل سفید، دوآب بالا، خانقاه‌پی، خانقاه و راست‌پی کوچک. بلوکات مهم ولو پی شامل: چرات، انند و زیرآب، آلاشت، کارمزد، کلاریجان و کمند و کسلیان.
5. بندپی: شامل سه قسمت به نام‌های بندپی غربی، بندپی شرقی و بالاکوه و قریه مهم آن آینه‌ور.
6. آمل و لاریجان: شامل چهار قسمت به نامهای آمل، لاریجان، رستاق و دلارستاق. توابع آمل بدین شرح بوده‌است: دابو، دشتسر، هزارپی، اهلم‌رستاق، پایین‌رستاق، پایین‌خیابان، بالاخیابان، چلاو، بهرستاق‌لاریجان، دلارستاق، امیری، بالالاریجان، ناتل‌کنار نور، میان‌رودسفلی، ناتل‌رستاق، ناییج، لاویج، میان‌بند، هلوپشته، بلده، کمرود، یالرود، میان‌رودعلیا، تترستاق، نمارستاق و ازرود.
7. نور: شامل بلوکات ازرود، کمرود، یالرود، نمارستاق، بالاده، میانرود، تخت‌رستاق، ناییج، لاویج، میان‌بند، هلوپشتک، شهرکلادون، ناتل‌کنار، ناتل‌رستاق.
8. کجور: شامل بلوکات کران، خیرودکنار، گلرودپی، پنجک‌رستاق، کوه‌پرو، چلندر، توابع علوی‌کلا، زانوس‌رستاق، کجرستاق و کالج.
9. کلارستاق: شامل بلوکات بیرون‌بشم، کوهستان‌شرقی، کوهستان‌غربی، قشلاق‌کلارستاق (چالس‌رستاق)، کلاردشت.
10. تنکابن: شامل بلوکات سخت‌سر، کلیجان، جنت‌رودبار، خرم‌آباد، دوهزار و سه‌هزار، زوار، نشتا، لنگا.